# جيمس ليند (عالم فلسفة طبيعانية)
جيمس ليند، زميل في الجمعية الملكية والجمعية الملكية لإدنبرة وكلية الأطباء الملكية في إدنبرة (17 مايو 1736 - 17 أكتوبر 1812) هو فيلسوف في المذهب طبيعي وطبيب اسكتلندي.

## حياته
ولد جيمس ليند في جورجي، إدنبرة في 17 مايو 1736.
درس الطب في جامعة إدنبرة بإشراف ويليام كولين وجوزيف بلاك، وتخرج في عام 1768. في عام 1766، انضم إلى شركة الهند الشرقية حيث عمل جراحًا. في عام 1768، حصل على شهادة الدكتوراه في الطب من إدنبرة بعد كتابة أطروحة حول حمى المستنقعات (الملاريا) في البنغال. في 6 نوفمبر 1770، جرى قبوله زميلًا في كلية الأطباء الملكية في إدنبرة. في عام 1773، أصبح عضوًا مؤسسًا في نادي أسكولابيان. كان ليند كذلك عضوًا مراسلًا في المجتمع القمري.

### شخصيته
يرى الكثير ليند بأنه يتمتع بشخصية غريبة الأطوار، ويُعتبر متهورًا في إنفاق الأموال كما يمكن استنتاجه من الحوار التالي: «لماذا تنفق بحارًا كاملة من الذهب يا دكتور ليند»، فأجاب ليند، «سيدتي، هذا صحيح، فاسمي كما ترين يبدأ بالجنيه (باوند) وينتهي، للأسف، بالبنس».
وصف تشارلز بورني ليند، وهو يبلغ من العمر70 عامًا، بأنه نحيل جدًا وطويل وشعره رمادي. كان من المعترف به عمومًا أن ليند ذو طبع لطيف، وشككت فاني بورني فيما إذا كان حصل على الكثير من الممارسة الطبية الخاصة بسبب: «ذوقه الخدّاع وتصرفاته التي تحيط بها الألغاز والأمور الغريبة التي تجعل الناس يخشون تطبيق تجاربه على أنفسهم، ويرونه ساحرًا أكثر من كونه طبيبًا؛ على الرغم من أنني لا أعرف لماذا لا ينبغي أن يكون كلاهما».
قال بيرسي شيلي أن ليند «يشبه تمامًا ما يجب أن يكون عليه الرجل العجوز. حر وهادئ الروح ومليء بالإحسان وحتى بالحماسة الشابة. بدا أن عينه تشتعل بروح خارقة للطبيعة تحت جبينه، مظللة بخصلات شعره البيضاء الموقرة، كان طويلًا وقويًا وذا جسد صحي وطبع هادئ ودود، كما اعتاد أن يكون دائمًا. أنا مدين لهذا الرجل بالكثير، آه! أكثر بكثير مما أدين به لوالدي: لقد أحبني، ولن أنسى أبدًا محادثاتنا الطويلة، حيث تنفس روحًا لطيفة من التسامح والحكمة».
في كتاب رسم تخطيطي لحياتي، كتب ألكسندر فرانسيس ليند نجل ليند: «هل يمكن لقلمي الضعيف أن يفي ذكرى والدي حقها، وهل كان عليّ أن أكون أكبر سنًا لأستفيد من تعليماته التي كانت غريبة لتحملها. قيل لي، وأعتقد ذلك، أنه يوجد عدد قليل جدًا من الرجال ذوي المعرفة العالمية، وأنه يمكن مقابلة القليل جدًا من الذين كانت محادثاتهم مفيدة للغاية، وكانت حياتهم وأخلاقهم أكثر لطفًا وتواضعًا.»

### عائلته
جيمس ليند هو ابن ألكسندر ليند من جورجي، زميل في الجمعية الملكية لإدنبرة (ابن جورج ليند من جورجي، نائب شريف إدنبرة، وجاين مونتغمري من سميثتون) جد ليند الأكبر هو جون ليند الرابع (ابن ماري بويد من بيتفيندي). أنجب جون ليند الرابع وإيزابيل خمسة أطفال. من أبرز أحفادهم الآخرين جيمس كير وجورج ليند (الذي كان عميد كلية إدنبرة وعضو البرلمان عن إدنبرة) والعقيد جون ليند واللواء جون ليند (1733-1795) وآن ليند (زوجة ريتشارد كوبر) والطبيب المتميز جيمس ليند من هاسلار (1716-1794) (الذي يحمل اسم جيمس ليند) والسير جيمس ليند وجون ليند (محامي) والسير جيمس غرانت.
اشتُق لقب ليند، الذي حمل شعار القوة تنمو دائمًا، من لين من آرشاير في اسكتلندا. ورد في التاريخ المسجل استخدام الألقاب المرادفة لين وليند لدى البارونات الأحرار. ينحدر جيمس ليند من سلالة ليند من آرشاير. ذكر الملك جون باليول ويليام دي لين من إيلك في أحد حفلات التبرع، وهو جد مباشر في سلالة ليند. والدة ليند، هيلين ألارديس (1697 - 1746) هي ابنة السير جورج ألارديس، عضو البرلمان ومدير دار للسك، ومن خلاله، أصبح جيمس ليند العاشر في خط سلالة جيمس الثاني ملك اسكتلندا.
تزوج ليند بآن إليزابيث ميلي في 07 نوفمبر 1778. يرد ذكر آن في يوميات بورني، التي وصفتها بأنها «زوجة جميلة ممتلئة القوام طولها كطول جيمس ولكنها تضاهي حجمه ستة أضعاف» أشارت إليها شارلوت بابنديك بأنها «امرأة قديرة تمتلك جميع المواصفات التي تؤهلها لتكون دوقة بورتلاند في بولسترود». آن هي ابنة جون ميلي من ميدلسكس وإليزابيث باري من بيرفيدجو. تنحدر من نسب ديفيد دارون الذي كان عميد بانجور في عام 1399. توفيت آن عن عمر يناهز 48 عامًا. من بين أطفالهم: لوسي ماريا ليند (1783-1858)، شيرويل لاحقًا، التي قدمت عملًا يستعرض حياة الأميرة إميليا من المملكة المتحدة؛ ودوروثيا صوفيا بانكس ليند (1786 - 1863)، التي تزوجت بإسحاق غوسيت (1782 - 1855)، وتزوجت ابنتها هيلين دوروثيا أو دوروثي غوسيت بويليام دريسكول غوسيت؛ وألكسندر فرانسيس ليند (1797 - 1832)، الذي عمل موظفًا مدنيًا لدى لورد أيليسبري والملكة شارلوت، وقاضيًا لميرزابور، وتزوج بآنا ماريا ماكان (1802 - 1862) ابنة روبرت ماكان شريف أرماغ في عام 1814.

### رواية فرانكشتاين لماري شيلي
درس ليند في كلية إيتون عندما أوشك على التقاعد. نحو عام 1809، درّس بيرسي بيش شيلي، زوج ماري شيلي. ذكر بيرسي ليند في قصيدتين ألفهما في عام 1817، وصفه بأنه الرجل العجوز الذي أنقذ لاون في قصيدة ثورة الإسلام، وفي قصيدة الأمير أثاناسي، حيث ظهر معلمًا كبيرًا في السن وحكيمًا.
كان بيرسي مفتونًا بتجارب ليند واستعراضه للغلفانية (على سبيل المثال، استخدام الكهرباء لتحريك عضلات الضفادع الميتة لتتمكن من القفز أو التسبب في ارتعاش عضلات الزواحف)، ويُقال إن ليند كان ملهمًا لرواية ماري شيلي فرانكشتاين. تحديدًا، يُعتقد أن ماري شيلي كانت تعاني من الكوابيس أثناء إقامتها مع بيرسي شيلي في منزل بايرون في بحيرة جنيف بسبب تجارب ليند الغريبة. يُعتقد كذلك أن ليند هو مصدر شخصية الرجل العجوز الأعمى، دي لاسي، والدكتور والدمان في رواية فرانكشتاين. أُشير إلى أن ليند كان له اهتمام في علم الشياطين.
يُعتقد كذلك أن ليند كان أحد المؤثرين في رواية دراكولا.

### ماسونية
انخرط ليند في الحركة الماسونية في اسكتلندا. بدأ ذلك في كانونغيت كيلوينينغ، النزل رقم 2، بتاريخ 2 أغسطس 1758. فضلًا عن كونه ناشطًا في المحفل الكبير في اسكتلندا، والذي أصبح كبير المسؤولين عنه بين عامي 1769-1771.

## وفاته
في وقت متأخر من حياته، رسم جون كينان صورة لليند في عام 1807.
توفي ليند في منزل صهره، ويليام بورني، في ميدان راسل في لندن، بتاريخ 17 أكتوبر 1812. أشار ألكسندر فرانسيس ليند إلى أن سبب الوفاة كان، «إصابة ليند باحتباس البول، والذي عانى منه باستمرار نحو خمس سنوات قبل وفاته». دُفن ليند في قبو كنيسة القديس جورج على طريق بلومزبري بلندن، في النعش رقم 6084.